# 利乌莱蒙日
利乌莱蒙日（法語：Lioux-les-Monges，法語發音：[lju le mɔ̃ʒ]）是法国克勒兹省的一个市镇，属于欧比松区。

## 地理
利乌莱蒙日（45°57'6"N, 2°27'19"E）面积7.32 平方千米，位于法国新阿基坦大区克勒兹省，该省份为法国中部省份，位于法國中央高原西北部，北起安德尔省和谢尔省，西接维埃纳省，南至科雷兹省，东临多姆山省，东北与阿列省接壤。
与利乌莱蒙日接壤的市镇（或旧市镇、城区）包括：布鲁斯、沙尔、沙特拉尔、莫特、拉马济耶尔-欧邦索姆、梅兰沙勒、塞米尔、圣巴尔。
利乌莱蒙日的时区为UTC+01:00、UTC+02:00（夏令时）。

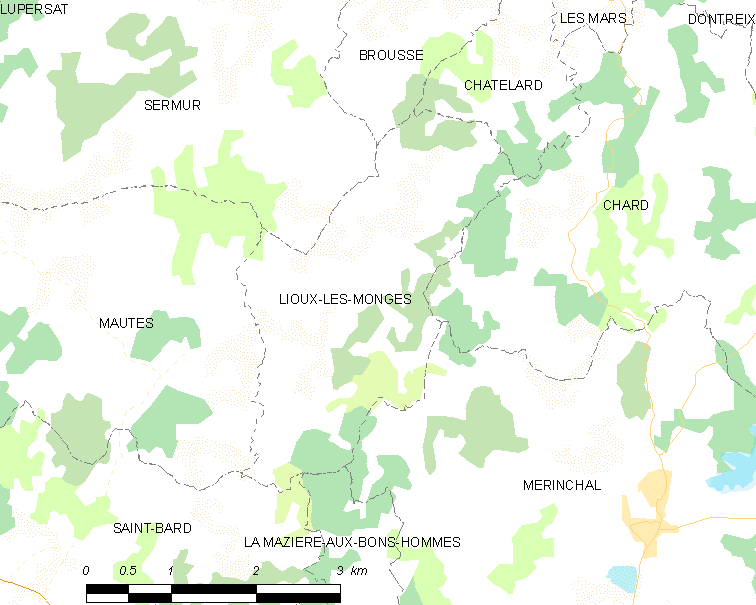
利乌莱蒙日的OSM定位图

## 行政
利乌莱蒙日的邮政编码为23700，INSEE市镇编码为23110。

## 政治
利乌莱蒙日所属的省级选区为欧藏斯县。

## 人口

1962-2008年间利乌莱蒙日人口变化图示

利乌莱蒙日于2022年1月1日时的人口数量为55人。